# まんがライフSTORIA
『まんがライフSTORIA』（まんがライフストーリア）は、竹書房が刊行していた日本の漫画雑誌。前々月30日に発売し、定価420円（本体389円）でB5判、中綴じ。共通雑誌コード：18636-9。
創刊号は2013年3月30日に発売された2013年5月号。当初は季刊だったが、vol.6（2014年7月号）より奇数月刊化。『まんがライフ』の増刊号として発行されており、雑誌の表紙に小さく表記されていた。なお、当記事中の号数の表記については便宜上vol.表記とする。
2019年7月30日発売のvol.37（2019年9月号）にて休刊。連載作品は『ストーリアダッシュ』に移籍した。

## 掲載作品
- 40代女子の中年入門 中年女子画報（柘植文、創刊号 - vol.6）
- おじょじょじょ（クール教信者、創刊号 - vol.7）
- これでおわりです。（小坂俊史、創刊号 - vol.16）
- 制服あばんちゅーる（原作：さぬいゆう・作画：伊丹澄一、創刊号 - vol.17）
- 動物のおしゃべり♥（神仙寺瑛、創刊号 - vol.20）※併載
- 森田さんは無口（佐野妙、創刊号 - vol.26）※併載
- スパロウズホテル（山東ユカ、創刊号 - vol.26）※同タイトルのスピンオフ。単行本では『スパロウズホテル ANNEX』
- ばうんさーず（犬上すくね、創刊号 - vol.28）
- いがらしみきおの笑いの神様（いがらしみきお、創刊号 - vol.29）
- 晴れのちシンデレラ（宮成樂、創刊号 - vol.37）
- ボクの女子力はあの娘のパンツに詰まっている。（柚木涼太、vol.2 - vol.19）
- ひねもすふたり（かずまこを、vol.2 - vol.24）
- ラーメン大好き小泉さん（鳴見なる、vol.3 - vol.37）
- わたしの小鳥先生（水月とーこ、vol.6 - vol.24）
- 漫画の森から女子高生（美川べるの、vol.9 - vol.33）
- ちぃちゃんのおしながき 繁盛記（大井昌和、vol.9 - vol.37）※『まんがくらぶオリジナル』より移籍
- 青春の光となんか（平尾アウリ、vol.11 - Vol.23）
- 井の中の本子さん（志賀伯、vol.11 - vol.24）
- パンクティーンエイジガールデスロックンロールヘブン（ハトポポコ、vol.11 - vol.36）
- 君の足跡はバラ色（仙石寛子、vol.15 - vol.24）
- 妹はメシマズ（青木U平、vol.17 - vol.31）
- ふたりのじかん（おにお、vol.18 - vol.31）
- おれの星に手を出すな!（静子、vol.22 - vol.37）
- 泉さんは未亡人ですし…（板倉梓、vol.28 - vol.36）
- ゆづちゃんはハリネズミがささってる（雪本愁二、vol.30 - vol.37）※ゲスト扱い
- 放課後の哲学さん（渡辺伊織、vol.30 - vol.37）
- 勇者と魔法使いのラブコメ（ホリエリュウ、vol.32 - vol.37）
- 黒ギャルは雑に学びたい!（工藤洋、vol.36 - vol.37）
- 推しが公認ストーカーになりました（瀬尾みいのすけ、vol.37）※休刊号で連載開始。

## まんがライフSTORIA’
2017年3月30日にティザーサイトがオープン。同年4月7日に正式に開始した。
オープン当初は「ストーリアダッシュ」のロゴ左上に正式名称の「まんがライフSTORIA’」を併記していたが、2020年4月からはロゴの併記が無くなっている。

## アニメ化
| 作品                   | 放送年 | アニメーション制作 | 備考 |
| ---------------------- | ------ | ------------------ | ---- |
| ラーメン大好き小泉さん | 2018年 | Studio五組 AXsiZ   |      |